# Saint-Jacques-des-Guérets
Saint-Jacques-des-Guérets település Franciaországban, Loir-et-Cher megyében. Lakosainak száma 92 fő (2022. január 1.). Saint-Jacques-des-Guérets Artins, Montoire-sur-le-Loir, Saint-Martin-des-Bois, Ternay és Troo községekkel határos.

## Népesség
A település népessége az elmúlt években az alábbi módon változott:
| Lakosok száma | 113  | 90   | 76   | 81   | 92   | 89   | 91   | 96   | 96   | 92   |
|               | 1968 | 1982 | 1990 | 2006 | 2013 | 2015 | 2017 | 2019 | 2020 | 2022 |